# Deutsch-Asiatische Bank

Zentrale der Deutsch-Asiatischen Bank in Shanghai

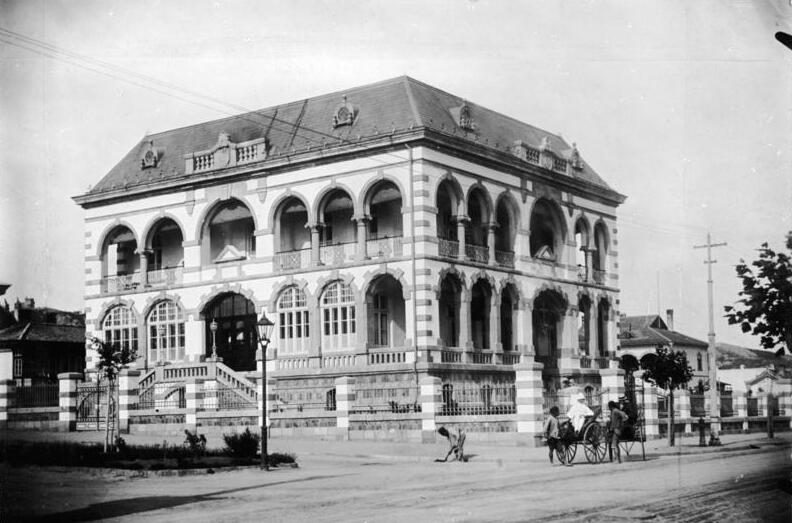
Filiale in Tsingtau

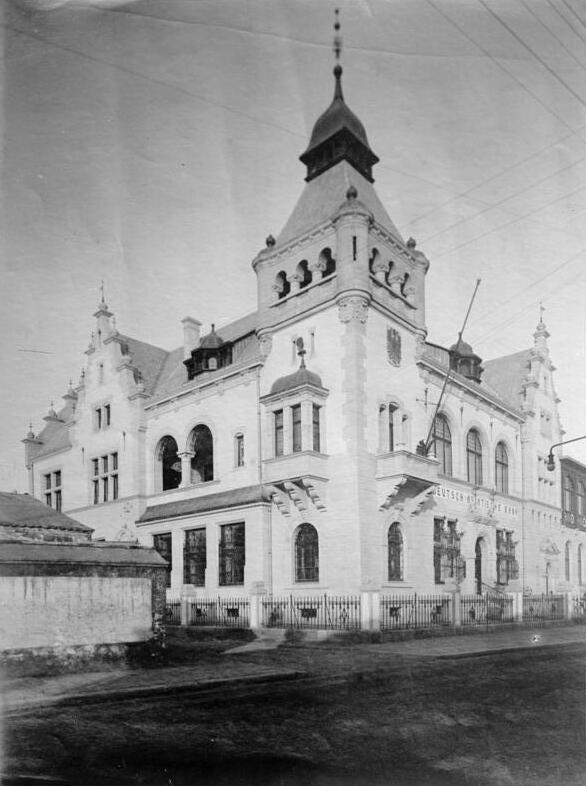
Filiale in Peking

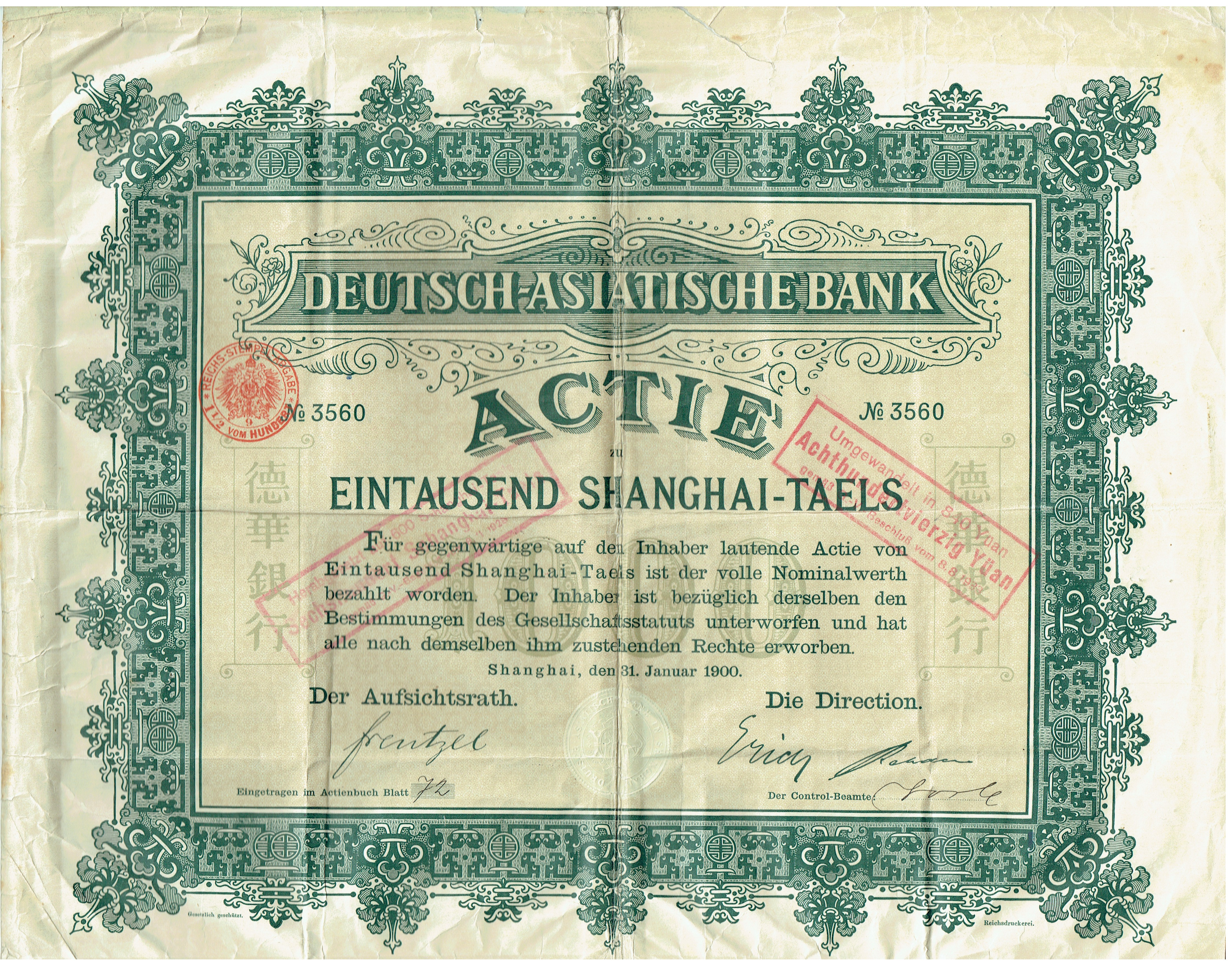
Aktie der Deutsch-Asiatischen Bank vom 31. Januar 1900

Die Deutsch-Asiatische Bank (chinesisch 德華銀行, Pinyin Dé huá yín háng – „Deutsch-Chinesische Bank“) war eine deutsche Handelsbank mit Hauptsitz in Shanghai im Kaiserreich China. Sie unterhielt Filialen in China (Tientsin, Tsingtau, Hankow, Hongkong, Tsinanfu, Peking, Kanton), Japan (Yokohama, Kōbe), Indien (Kalkutta) und Singapur.

## Geschichte
Die Bank wurde auf Veranlassung des Auswärtigen Amts am 12. Februar 1889 mit einem Grundkapital von 5 Millionen Shanghai-Taels gegründet. Das Gründungskonsortium bestand aus folgenden dreizehn Groß- und Privatbanken: Disconto-Gesellschaft, S. Bleichröder, Deutsche Bank, Berliner Handels-Gesellschaft, Jacob S.H. Stern, Norddeutsche Bank, Mendelssohn & Co., Robert Warschauer & Co., Darmstädter Bank für Handel und Industrie, M. A. von Rothschild & Söhne, Preußische Seehandlung, Sal. Oppenheim und Bayerische Hypotheken- und Wechselbank. Sie sollte einerseits dem Handel zwischen Deutschland und Ostasien dienen, andererseits aber auch in das chinesische Eisenbahngeschäft einsteigen und in Dampfschiffe investieren. Zu ihren Hauptaktivitäten zählte das Zeichnen chinesischer Staatsanleihen. Zusammen mit englischen und französischen Banken finanzierte sie chinesische Eisenbahn-Projekte. Die Deutsch-Asiatische Bank zahlte dem Deutschen Reich für die Konzession jährlich 1 % des durchschnittlichen jährlichen Banknotenumlaufs. Sie erhielt 1906 die Konzession für die Ausgabe eigener Banknoten in China. Diese Banknoten gewannen vor allem in Shandong, wo es bis 1912 keine anderen ausländischen Banken gab, an Bedeutung. Infolge der Wirren des Ersten und des Zweiten Weltkriegs wurden das Bankennetz zerschlagen und die Bankaktivitäten eingestellt.
Von 1938 bis 1946 und von 1952 bis 1960 war Herbert Pohl (* 1914 in Hamburg) Direktor der Deutsch-Asiatischen Bank, zuletzt auch Vorstandsmitglied, bevor er bei der American Express Company tätig wurde. 1953 nahm die Deutsch-Asiatische Bank die Aktivitäten in Hamburg wieder auf, unter Federführung der Deutschen Bank. Zusammen mit Partnerbanken der EBIC-Gruppe wurde anschließend die „Europäisch-Asiatische Bank“ gegründet, in der die Deutsch-Asiatische Bank aufging. Später wurde diese Neugründung in „European Asian Bank“ umbenannt. Nachdem sich die meisten Partnerbanken aus der European Asian Bank zurückgezogen hatten, wurde diese 1986 in „Deutsche Bank (Asia)“ umbenannt, bevor sie 1987/88 zusammen mit ihren 14 Niederlassungen mit der Deutschen Bank verschmolzen wurde.

## Mitglieder des Aufsichtsrates, laut Generalversammlung vom 21. September 1928
- Franz Urbig, Geschäftsinhaber der Disconto-Gesellschaft, Berlin, Vorsitzender
- Arthur Salomonsohn, Geschäftsinhaber der Disconto-Gesellschaft, Berlin, Erster Stellvertreter des Vorsitzenden
- Paul Millington-Herrmann, Kommerzienrat, Vorstandsmitglied der Deutschen Bank, Berlin, Zweiter Stellvertreter des Vorsitzenden
- Siegmund Bodenheimer, Geschäftsinhaber der Darmstädter und Nationalbank Kommanditgesellschaft auf Aktien, Berlin
- Bernhard Dernburg, Wirklicher Geheimer Rat, Exzellenz, Berlin
- Curt Erich, Bankdirektor a. D., Berlin
- Otto Jeidels, Geschäftsinhaber der Berliner Handels-Gesellschaft, Berlin
- Carl Kauffmann, Reichsbank-Vizepräsident a. D., Geheimer Ober-Finanzrat, Berlin
- Rudolf Kaulla, Mitinhaber des Bankhauses Jacob S. H. Stern, Frankfurt a. Main
- Ernst Kritzler, Mitinhaber des Bankhaus S. Bleichröder, Berlin
- Paul von Mendelssohn-Bartholdy, Generalkonsul, Mitinhaber des Bankhauses Mendelssohn & Co., Berlin
- Henry Nathan, Vorstandsmitglied der Dresdner Bank, Berlin,
- Alfred Freiherr von Oppenheim, Mitinhaber des Bankhauses Sal. Oppenheim jr. & Cie., Köln
- Hans Remshard, Geheimer Kommerzienrat, Vorstandsmitglied der Bayerischen Hypotheken- und Wechselbank, München
- Max von Schinckel, ehemaliger Geschäftsinhaber der Norddeutschen Bank in Hamburg, Hamburg
- Sigmund Schwitzer, Bankdirektor a. D., Berlin

Während der Amtszeit als Mitglied des Aufsichtsrates verstorben:
- Otto Braunfels, Geheimer Kommerzienrat und Mitinhaber des Bankhauses Jacob S. H. Stern, Frankfurt a. Main († 1917)
- von Brause, Geheimer Kommerzienrat († 1920)
- Hugo Oppenheim, Geheimer Kommerzienrat († 1921)
- Waldemar Mueller, Geheimer Oberfinanzrat († 1924)
- Jean Andreae, Bankdirektor († 1925)

Ihr Amt als Mitglied des Aufsichtsrates hatten niedergelegt:
- Adolf Boyé, Wirklicher Legationsrat, der in den Reichsdienst zurückgetreten ist
- Albert von Blaschke, Generalkonsul von Mexiko
- Hjalmar Schacht infolge seiner Wahl zum Reichsbankpräsidenten
- E. Heinemann, Direktor